# Florence Aubenas
Florence Aubenas (Bruxelas, 6 de fevereiro de 1961) é uma jornalista francesa. Trabalhou para o jornal Le Matin e para a revista Le Nouvel Économiste, antes de se tornar grande repórter no diário Libération. Foi raptada no Iraque a 5 de Janeiro de 2005, e liberada em 11 de junho de 2005.
Florence Aubenas fez os seus estudos secundários em Bruxelas, e estudou depois no Centre de formation des journalistes (Centro de Formação de Jornalistas), em França. Graduou-se em 1984. Fez reportagem de diversos acontecimentos no Ruanda, no Kosovo, no Afeganistão, na Argélia e no Iraque, para lá de reportagem judiciária em França.

## Rapto
Florence Aubenas foi raptada em Bagdade em 5 de Janeiro de 2005, juntamente com o seu guia Hussein Hanoun al-Saadi.

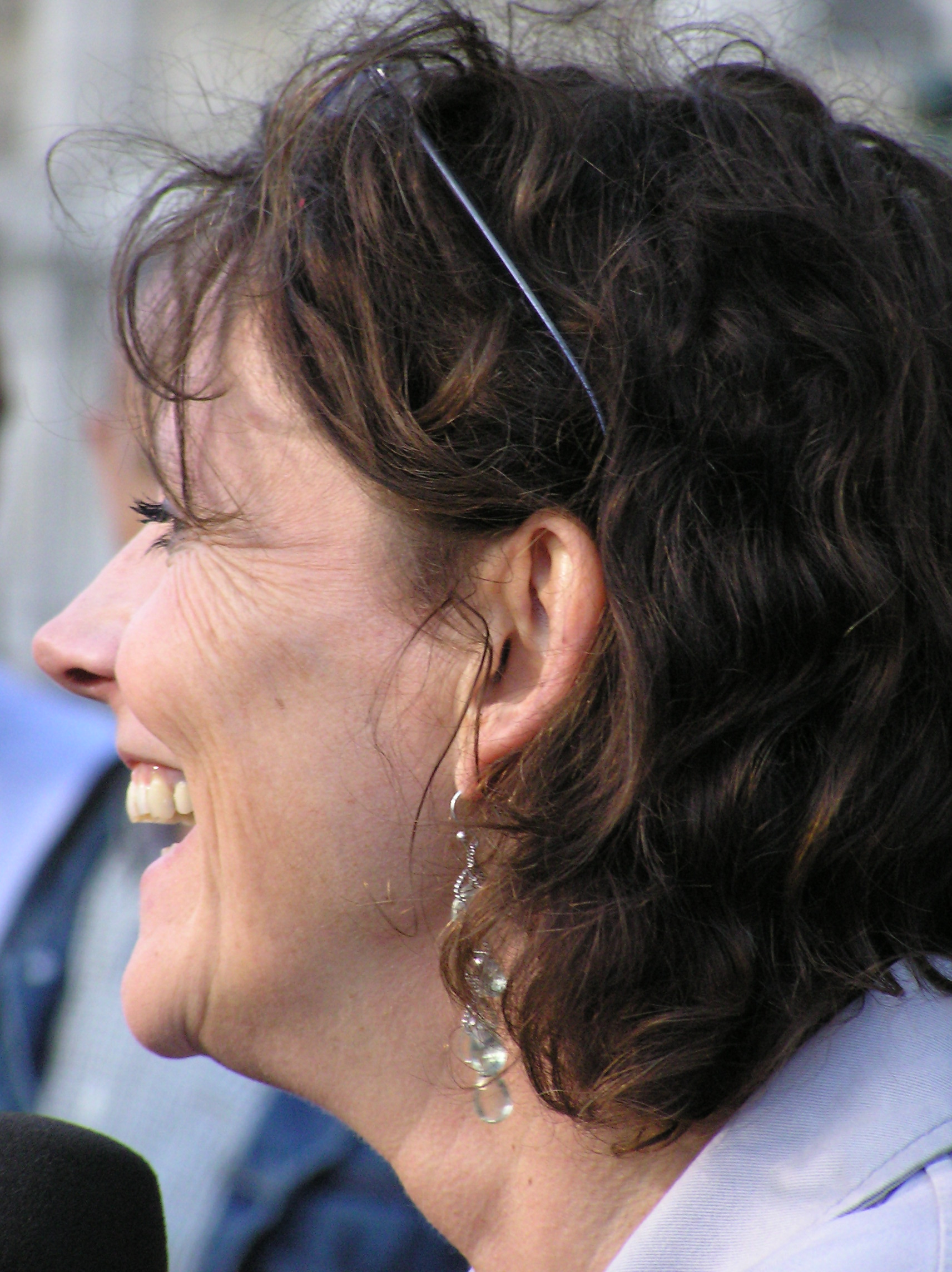
Florence Aubenas.

### Cassete de 1 de março de 2005
Uma cassete encontrada no Iraque a 1 de março mostra Florence Aubenas no seu cativeiro, durante 26 segundos e falando em inglês. Parecia muito abatida pela sua detenção e declarando ter problemas de saúde e dificuldades psicológicas. No final da gravação, Florence Aubenas pedia ajuda ao deputado Didier Julia. A gravação não contém referências ao seu guia Hussein Hanoun al-Saadi.
As autoridade francesas e a família declararam que uma outra gravação tinha-lhes sido entregue cerca de uma semana antes.

## Publicações
- La fabrication de l'information (com Miguel Benasayag), Paris, 1999, Ed. La Découverte. (ISBN 978-2-7071-3112-6)
- Résister, c'est créer (com Miguel Benasayag), Paris, 2002, Ed. La Découverte (ISBN 978-2-7071-5609-9)
- La méprise - L' Affaire d'Outreau, outubro de 2005, Ed. du Seuil (ISBN 978-2-02-078951-6)
- Grand reporter, 2009, Ed. Bayard (ISBN 978-2-2274-7868-8)
- Le quai de Ouistreham, Ed. de l'Olivier, 2010 (ISBN 978-2-87929-677-7)

## Apoio
Foram criados diversos comités de apoio aos reféns. No 100° dia do seu cativeiro, a 15 de Abril de 2005, diversos meios de comunicação social associaram-se a manifestações de apoio a Florence Aubenas. Foram também lançadas várias petições, tais como esta: Petição para Florence Aubenas e Hussein Hanoun